# Herbert Schirmer

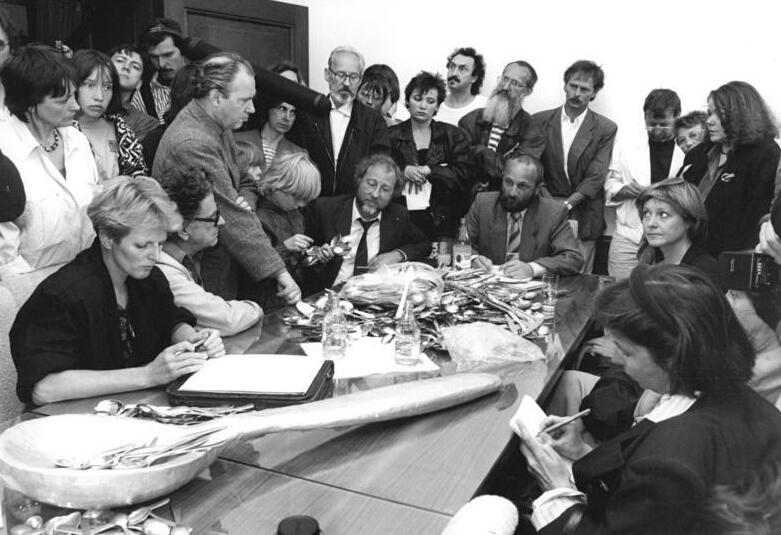
Schirmer in 1990 (aan het hoofd van de tafel, met baard en gestreepte stropdas)

Herbert Schirmer (Stadtlengsfeld, 8 juli 1945) is een Duits politicus. Schirmer volgde een opleiding tot treinmachinist en tot stoker. Van 1974 tot 1975 was hij boekhandelaar in Dresden en sinds 1977 was hij hoofdredacteur van de krant "Kultur Report" in Dresden.
Nadien studeerde hij journalistiek aan de Karl Marx Universiteit en had tot 1986 de leiding over de Uitgeverij van de Kunst. In 1985 werd hij lid van de Oost-Duitse CDU (Christelijk Democratische Unie). In de herfst van 1989 was hij medeoprichter en lid van het Neuen Forum (kritische organisatie in de DDR) van Beeskow. Van november 1989 tot maart 1990 was hij districtsvoorzitter van de CDU van Frankfurt (Oder) en tot augustus 1990 voorzitter voorzitter van de CDU-raad van Brandenburg. 
In maart 1990 werd Schirmer voor de CDU in de Volkskammer (parlement) van de DDR gekozen (tot oktober 1989). Van april tot oktober 1990 was hij minister van Cultuur van de DDR.
Na de Duitse Hereniging trad hij uit de eengemaakte CDU (februari 1992) en van 1992 tot 1998 was hij lid van de Sozialdemokratische Partei Deutschlands (SPD). Van 1991 tot 1998 was hij directeur van het Museum Wasserburg in Beeskow en oprichter van het documentatiecentrum over kunst in de DDR. Nadien is hij werkzaam bij een mediaproductiebedrijf in Cottbus.
Schirmer schreef ook enkele kunstgidsen.